# Maren Tetzlaff
Maren-Alena Tetzlaff (* 3. August 1988 in Uelzen) ist eine ehemalige deutsche Fußballspielerin.

## Karriere
Tetzlaff wechselte im Sommer 2006 vom VfL Lüneburg zum Bundesligisten VfL Wolfsburg. Nach zwei Jahren mit insgesamt 35 Einsätzen kam sie in den Saisons 2008/09 und 2009/10 nicht über den Status einer Ergänzungsspielerin hinaus, in der Spielzeit 2011/12 absolvierte sie nur noch zwei Kurzeinsätze in der Bundesliga. Nachdem sie sich in der Saison 2011/12 gegen Ende der Hinrunde wieder als Stammspielerin etabliert hatte, verlängerte sie im Februar 2012 ihren Vertrag in Wolfsburg vorzeitig bis Sommer 2013. Am 23. Mai 2012 erlitt sie im Training einen Kreuz- und Innenbandriss im linken Knie sowie eine Meniskusverletzung, woraufhin sie rund ein Jahr lang keine Pflichtspiele bestreiten konnte. In der Saison 2015/16 lief Tetzlaff lediglich in der zweiten Mannschaft des VfL auf und wurde am Saisonende vom Verein verabschiedet.

## Erfolge
- Champions-League-Siegerin 2013, 2014
- Deutsche Meisterin 2013, 2014
- DFB-Pokal-Siegerin 2013, 2015